# Scénotechnique

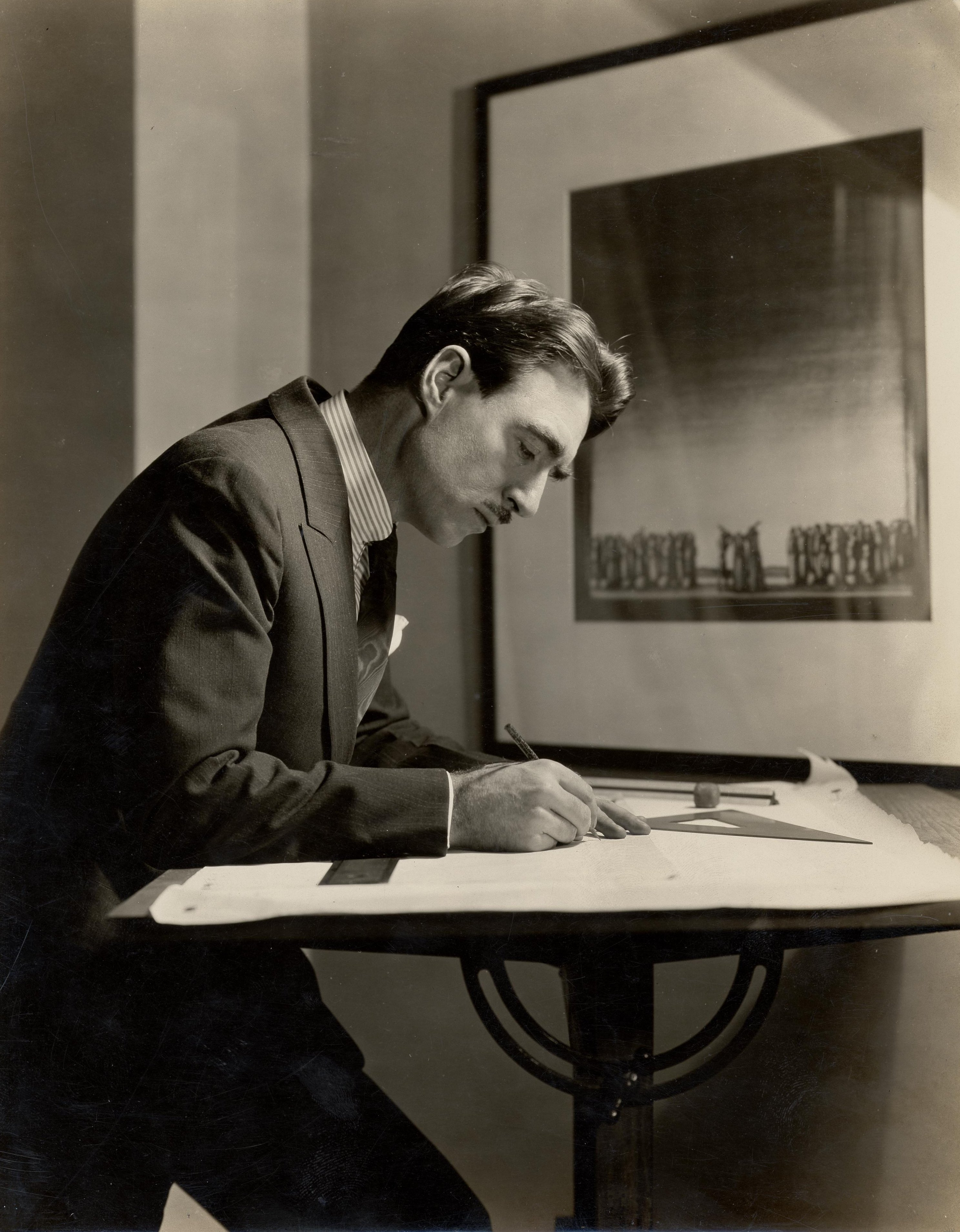
Le premier maître de la scénotechique, Robert Edmond Jones, dessinant (vers 1920).

La scénotechnique (en anglais : stagecraft) est l'aspect technique de la production théâtrale, cinématographique et vidéo. Cela comprend la construction et le montage décors (notamment sur les cintres), suspension et mise au point de l'éclairage, conception et achat de costumes,  maquillage, gestion de scène,  ingénierie audio, etc. Scénotechique est distinct du terme générique plus large de scénographie. Considéré comme un domaine technique plutôt qu'artistique, il s'agit avant tout de la mise en œuvre pratique de la vision artistique d'un scénographe.
Dans sa forme la plus élémentaire, la scénographie peut être exécutée par une seule personne (souvent le régisseur d'une petite production) qui organise tous les décors, costumes, éclairage et son, et organise le casting. Les plus grands théâtres ont généralement un directeur technique et une équipe, chacun ayant une part directe dans leurs conceptions respectives. Dans des productions beaucoup plus importantes, par exemple un spectacle moderne de Broadway, amener efficacement un spectacle nécessite le travail de menuisiers, de peintres, d'électriciens, de machinistes, de couturiers, de perruquiers qualifiés, etc. La scénographie moderne est hautement technique et spécialisée : elle comprend de nombreuses sous-disciplines et des traditions.

## Historique

### Anciens grecs
Les anciens Grecs sont les premiers pratiquants de scénotechnique avec la skene, se traduisant à peu près par «scène» ou «paysage». Il s'agit d'une grande maison pittoresque, d'environ un étage de haut, avec trois portes. Du côté du public du Skene, ce que l'on appelle maintenant des « coulisses » pourrait être accroché. Les appartements sont peints à deux faces montés, et centrés sur une goupille rotative de sorte que les appartements peuvent être tournés pour un changement de scène. L'ensemble recto-verso évolue finalement pour devenir le périacte.
Outre le skene, les Grecs utilisent également des machines telles que l'ekkyklêma, essentiellement une plate-forme sur roues, et le deus ex machina, un ascenseur à manivelle à utiliser pour soulever un personnage/paysage au-dessus du skene. 
Plus de vingt inventions scéniques de ce type remontent aux Grecs. Aucune lumière autre que celle du soleil n'est utilisée : les pièces commencent au lever du soleil et se poursuivent jusqu'à son coucher.

### Moyen Âge
Les pièces de théâtre de l'époque médiévale ont lieu dans différents endroits tels que les rues des villes, jouées par des troupes laïques itinérantes. Certaines ont également lieu dans des monastères, exécutés par des groupes contrôlés par l'église, représentant souvent des scènes religieuses. Le lieu de jeu peut représenter de nombreuses choses différentes telles que l'intérieur ou l'extérieur. L'endroit est choisi en fonction des accessoires nécessaires pour l'action. 

### Ère moderne
Une scénotechnique plus moderne est développée en Angleterre entre 1576 et 1642. Il y a alors trois types différents de théâtres à Londres : public, privé et judiciaire dont la taille et la forme varient. 
Les salles de spectacle publiques telles que le Théâtre du Globe utilisent des gréements logés dans une pièce sur le toit pour abaisser et monter dans des décors ou des acteurs. La scène est surélevée en développant la pratique de l'utilisation de trappes dans les productions théâtrales. 
La plupart des théâtres ont une conception circulaire, avec une zone ouverte au-dessus de la fosse pour permettre à la lumière du soleil d'entrer et d'éclairer la scène.
Les avant-scènes, ou proscaenim, sont construites en France à l'époque de la restauration anglaise, et maintiennent le lieu de la forme de scène la plus populaire utilisée à ce jour. Ils combinent à l'origine des éléments du skene dans la conception, essentiellement la construction d'un skene sur scène. L'éclairage de l'époque consiste en des bougies, utilisées comme lampes de pied, et suspendues à des lustres au-dessus de la scène.
La scénotechnique à l'époque victorienne en Angleterre se développe rapidement avec l'émergence du West End theatre. Poussé par l'afflux de citadins dans la grande région de Londres, le Parlement est contraint de supprimer les anciennes lois sur les licences et permet à tous les théâtres de jouer en 1843. L'éclairage électrique et l'hydraulique sont introduits pour attirer un large public en faisant voir sur scène des tempêtes, des explosions et des transformations miraculeuses. Les techniques développées au cours de la dernière partie du XIXe siècle ouvrent la voie au développement d'effets spéciaux utilisés dans le cinéma.
L'éclairage continue à se développer. En Angleterre, une lampe de forme utilisant une sarbacane pour chauffer la chaux jusqu'à l'incandescence est développée à des fins de navigation. Elle est rapidement adaptée aux représentations théâtrales et les lumières oxhydriques deviennent une forme répandue de lumière artificielle pour les théâtres. Pour contrôler la focalisation de la lumière, une lentille de Fresnel est utilisée.
Initialement destiné à remplacer les grandes lentilles convexes dans les phares, Augustin Fresnel sectionne la lentille convexe en une série de cercles, comme des cernes, et en gardant l'angle de la section spécifique, il  déplace la section beaucoup plus près du côté plat de la lentille convexe.

### Ére moderne
Après les bougies vient l'éclairage au gaz, utilisant des tuyaux avec de petites ouvertures qui sont allumées avant chaque représentation et pouvaient être atténuées en contrôlant le flux de gaz. 
Au tournant du XXe siècle, de nombreuses compagnies de théâtre effectueant la transition du gaz à l'électricité installent le nouveau système juste à côté de l'ancien, entraînant de nombreuses explosions et incendies dus à l'électricité enflammant les conduites de gaz.
L'éclairage théâtral moderne est à base électrique. De nombreuses lampes et instruments d'éclairage sont utilisés aujourd'hui, et le domaine devient rapidement l'un des plus divers et des plus complexes de l'industrie.

## Sous-disciplines
La scénotechnique comprend de nombreuses disciplines, généralement divisées en un certain nombre de disciplines principales :
- Éclairage : conception de l'éclairage, ce qui implique le processus de détermination de l'angle, de la taille, de l'intensité, de la forme et de la couleur de la lumière pour une scène donnée. Accrocher, mettre au point, acheter et entretenir des équipements d'éclairage et d'effets spéciaux, ainsi que le show control
- Maquillage/Perruques : L'application de maquillage et de perruques par un maquilleur pour accentuer les traits d'un acteur.
- Mécanique : Conception, ingénierie et exploitation de décors sur cintres ou de vol d'interprètes et d'éléments scéniques mécanisés et effets spéciaux.
- Production, comprenant la gestion de la scène, la gestion de la production, etc.
- Décor, qui comprend la scénographie, la construction de décors, la peinture scénique, les rideaux de théâtre et les effets spéciaux.
- Conception sonore, qui peut inclure des soulignements musicaux, un mixage audio des voix et d'instruments ainsi que des effets sonores théâtraux. Le concepteur sonore est également responsable de la conception et de la construction du système.
- Propriété théâtrale, ou accessoires, qui comprend le mobilier, les dressings et tous les articles, grands et petits, qui ne peuvent être classés comme décors, appareils électriques ou garde-robe.
- Mapping vidéo (ou projection vidéo), domaine de la scénotechnique relativement récent. En plus d'être une discipline en soi, son rôle peut également être assumé par les disciplines de l' éclairage ou du paysage.
- Automatisation de la scène, utilisation et le contrôle de l'électronique en mouvement qui a la capacité de déplacer les décors, les habillages et le sol de scène parmi de nombreux autres éléments de scène.